# Beilschmiedia alata
Beilschmiedia alata är en lagerväxtart som beskrevs av Robyns & Wilczek. Beilschmiedia alata ingår i släktet Beilschmiedia och familjen lagerväxter. Inga underarter finns listade i Catalogue of Life.